# Семёновское (Пушкинский район)
Семёновское — село в Пушкинском районе Московской области России, входит в состав сельского поселения Ельдигинское. Население — 29 чел. (2010).

## География
Расположено на севере Московской области, в западной части Пушкинского района, примерно в 11 км к северу от центра города Пушкино и 24 км от Московской кольцевой автодороги, на левом берегу реки Вязи, впадающей в Пестовское водохранилище системы канала имени Москвы.
В 7 км к востоку — линия Ярославского направления Московской железной дороги, в 9 км к востоку — Ярославское шоссе М8, в 5 км к северу — Московское малое кольцо А107.
К селу приписано три садоводческих товарищества. Ближайшие населённые пункты — село Ельдигино, деревни Кстинино и Раково, ближайшая железнодорожная станция — платформа Правда.

## Транспорт
- 25 (пл. Правда — Ельдигино — Тишково [4].

## Население
| 1859 | 1890 | 1899 | 1926 | 2002 | 2006 | 2010 |
| ---- | ---- | ---- | ---- | ---- | ---- | ---- |
| 220  | ↗230 | ↗250 | ↗311 | ↘12  | →12  | ↗29  |

## История

Храм Богоявления Господня в Семёновском (первый храм Успения в Архангельском-Тюрикове)

По писцовым книгам 1631—1633 гг. село Семёновское с церковью Богоявления Господня в начале XVII столетия находилось в дворцовом ведомстве и относилось к Радонежскому стану Московского уезда. В 1646 году в нём числилось 44 крестьянских двора.
В «Списке населённых мест» 1862 года — село удельного ведомства 1-го стана Дмитровского уезда Московской губернии по правую сторону Московско-Ярославского шоссе (из Ярославля в Москву), в 31 версте от уездного города и 29 верстах от становой квартиры, при реке Вязи, с 37 дворами и 220 жителями (103 мужчины, 117 женщин).
По данным на 1899 год — село Богословской волости Дмитровского уезда с 250 жителями.
В 1913 году — 41 двор.
По материалам Всесоюзной переписи населения 1926 года — село Ельдигинского сельсовета Софринской волости Сергиевского уезда Московской губернии в 8,5 км от Ярославского шоссе и 8,5 км от станции Софрино Северной железной дороги, проживало 311 жителей (146 мужчин, 165 женщин), насчитывалось 71 хозяйство, из которых 67 крестьянских.
С 1929 года — населённый пункт в составе Пушкинского района Московского округа Московской области. Постановлением ЦИК и СНК от 23 июля 1930 года округа как административно-территориальные единицы были ликвидированы.
Административная принадлежность
1929—1930, 1934—1954, 1962—1963, 1965—1994 гг. — село Ельдигинского сельсовета Пушкинского района.
1930—1934 гг. — село Ельдигинского сельсовета Зелёного города.
1954—1957 гг. — село Матюшинского сельсовета Пушкинского района.
1957—1959 гг. — село Матюшинского сельсовета Мытищинского района.
1959—1960 гг. — село Степаньковского сельсовета Мытищинского района.
1960—1962 гг. — село Ельдигинского сельсовета Калининградского района.
1963—1965 гг. — село Ельдигинского сельсовета Мытищинского укрупнённого сельского района.
1994—2006 гг. — село Ельдигинского сельского округа Пушкинского района.
С 2006 года — деревня сельского поселения Ельдигинское Пушкинского муниципального района Московской области.
Богоявленская церковь
В 1756 году в Семёновском была построена деревянная одноглавая церковь на подклете, для строительства которой был использован более старый сруб церкви из села Братовщина[уточнить]. В XIX веке была приписана к церкви в селе Ельдигино. В 1970 году вывезена в музей деревянного зодчества в Истре и отреставрирована. В 2001 году сгорела.